# Groningue (gisement)
Pour les articles homonymes, voir Groningue.
Groningue, parfois appelé Slochteren, est le plus grand gisement de gaz naturel d'Europe occidentale. Son exploitation a pris fin le 1er octobre 2023 à la suite de séismes induits.

## Historique
Il fut découvert en 1959, dans le nord des Pays-Bas, dans la province du même nom. Forage après forage, les réserves furent évaluées à quelque 2 820 milliards de m3 (soit 100 Tcf, ou 17 Gep), ce qui en faisait un des plus gros gisements connus dans le monde.
À cette époque, le gaz était principalement regardé comme un sous-produit de la production de pétrole. Il n'y avait pas beaucoup de demande pour ce combustible, les industries utilisaient largement le charbon et le fioul lourd. D'autre part, l'idée générale était que vers l'an 2000, l'énergie nucléaire se serait généralisée et on ne saurait plus quoi faire des hydrocarbures fossiles.
Dans ce contexte, le gaz de Groningue parut être une possibilité à utiliser rapidement. Le gouvernement incita les particuliers et les industries à convertir leurs équipements pour utiliser du gaz au lieu de charbon. L'infrastructure de distribution nécessaire fut mise en place, et Groningue alimenta une conversion massive de l'économie néerlandaise à ce combustible, en plus de favoriser les exportations. Les mines de charbon du pays furent fermées.
En 1975, Groningue produisit environ 80 Gm3 de gaz, soit 80 % de la production du pays. Mais à cette époque la politique changea. Les chocs pétroliers prouvèrent que les hydrocarbures étaient plus précieux qu'on ne le pensait, et l'optimisme sur l'avenir de l'énergie nucléaire était de plus en plus remis en cause. Il fut alors décidé de changer de politique et de :
1. Limiter la production de gaz de Groningue en dessous de sa capacité technique.
2. Développer aussi vite les petits gisements (tous les autres que Groningue, qui sont inférieurs d'au moins deux ordres de grandeur en taille), dont environ la moitié est offshore.

## Séismes induits
Des séismes induits, c'est-à-dire dus à l'affaissement du sol induit par la compaction du champ gazier, sont devenus plus fréquents et plus intenses à partir de 1991. En moyenne, jusqu’en 2003, de l'ordre de 5 tremblements de terre par an se produisaient. Puis leur fréquence s'est mise à croître plus ou moins de manière exponentielle.
Le gouvernement central des Pays-Bas devait choisir entre deux options : 1°) continuer à produire du gaz pour répondre à la demande du pays jusqu'à épuisement du gisement, voire en produire plus pour augmenter les recettes de l'État (recettes d'exportation) ou 2°) limiter le coût des réparations incessantes des bâtiments endommagés, dont fermes, habitations et monuments historiques, et le mécontentement de la population de la province en stoppant l'exploitation tout en s'inscrivant dans une transition énergétique basée sur les énergies propres et renouvelables.
En 2013, reconnaissant le lien entre production de gaz et dégâts sur les bâtiments en surface, le ministère néerlandais de l’Economie a décidé de réduire la production de gaz, ce qui a réduit le nombre de tremblements de terre, sans toutefois les faire disparaître, car il n’existe pas de taux de soutirage (c'est-à-dire de rythme d'extraction du gaz) qui assure à la fois l'absence de tremblements de terre et permette de répondre, au moins pour une part significative, à la demande de gaz du pays. En théorie, il devrait être possible de limiter la compaction du squelette rocheux affaibli par le vide causé par le départ du gaz en remplaçant le gaz extrait par de l'eau (ou un autre liquide), mais cette technique ne fonctionne pas ou mal car l'eau percole bien moins vite que le gaz dans la roche.
Le Premier ministre néerlandais Mark Rutte a annoncé le 29 mars 2018 la fin de l'extraction du gaz de Groningue : elle sera réduite à 12 milliards de mètres cubes par an d'ici 2022 (contre 54 milliards en 2013 et 80 milliards dans les années 1970) pour tomber à zéro avant 2030. Cette décision est motivée par la multiplication des tremblements de terre causés par les poches de vide souterraines créées par l'extraction du gaz. Apparus à la fin des années 1980, ces séismes, limités à quatre par an entre 1991 et 2002, se sont multipliés avec un record de 29 mouvements de terrain enregistrés en 2011 ; leur intensité ne dépassait pas une puissance de 3 sur l'échelle de Richter pour les premiers, mais en 2012 un tremblement de terre d'une puissance de 3,6 a endommagé des milliers d'habitations, suivi par un autre presque aussi fort (3,4) en janvier 2018, dépréciant la valeur des maisons dans la région.
En 2018 mi-juin, Eric Wiebes (ministre de l'Economie) a signé un accord avec Shell et ExxonMobil qui co-exploitent depuis 1963 conjointement (via la société NAM) ce gisement. Cet accord stipule que ces deux industriels pétrogaziers renoncent à revendiquer dans le futur les réserves de gaz qui persisteront dans le sous-sol du gisement de Groningue (soit un renoncement à environ 450 milliards de m3 de gaz, ou 70 milliards d'euros) et Shell et ExxonMobil continueront en outre de dédommager une partie des dégâts causés par les séismes induits. La NAM et le gouvernement vont en outre investir chacun 500 millions d'euros dans l'économie et l'amélioration de la qualité de vie à Groningue.
En juin 2023, le gouvernement néerlandais annonce l'arrêt de l'exploitation du gisement pour le 1er octobre 2023, avec une extension exceptionnelle pour onze forages du gisement pour une année supplémentaire jusqu'en octobre 2024.
Le 1er octobre 2023, les Pays-Bas cessent officiellement l'extraction de gaz naturel dans le gisement de Groningue. Le site fermera définitivement en octobre 2024 et sera démantelé par la suite. En attendant, le gouvernement conserve les installations en « sommeil » et se réserve la possibilité de les redémarrer, en cas de circonstances extrêmes,.